# Trębowiec Duży
Trębowiec Duży est une localité polonaise de la gmina de Mirzec, située dans le powiat de Starachowice en voïvodie de Sainte-Croix.